# 仲選
仲選（1490年—？），字思舜，號萬山，直隸淮安府沭陽縣人，軍籍，明朝政治人物。

## 生平
正德十一年（1516年）丙子科應天府鄉試第二名舉人。正德十六年（1521年）中式辛巳科會試第三百三十一名，登第三甲第二百一十三名進士。嘉靖二年（1523年）五月选授南京广西道試御史，八年疏劾尚书王琼、吴一鹏、胡瓒等，出为湖广武昌府知府，十四年改任莱州府知府，十六年四月升雲南副使，十七年正月考察閑住。

## 家族
曾祖仲昌，曾任太僕寺卿；祖父仲孝，曾任知縣；父仲綉，母張氏；繼母尹氏。具庆下。弟遜、道。